# 白雲山 (北海道)
白雲山（はくうんざん）は、北海道河東郡上士幌町の標高1,186 mの山。
然別火山群を構成する火山の一つで、溶岩ドームに分類される。山体は大雪山国立公園に指定されている。
登山口は、山体西北西の然別湖南端と、南麓の士幌高原ヌプカの里の2箇所。山頂からは然別湖や十勝平野を望める。

## ギャラリー

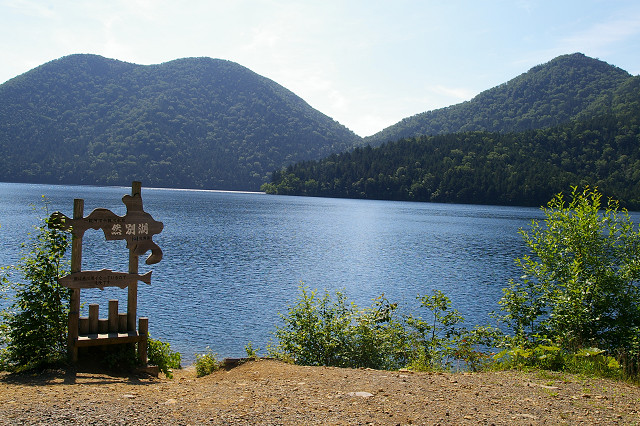
天望山(左) 白雲山(右) を北西から望む 前者も然別火山群の溶岩ドーム
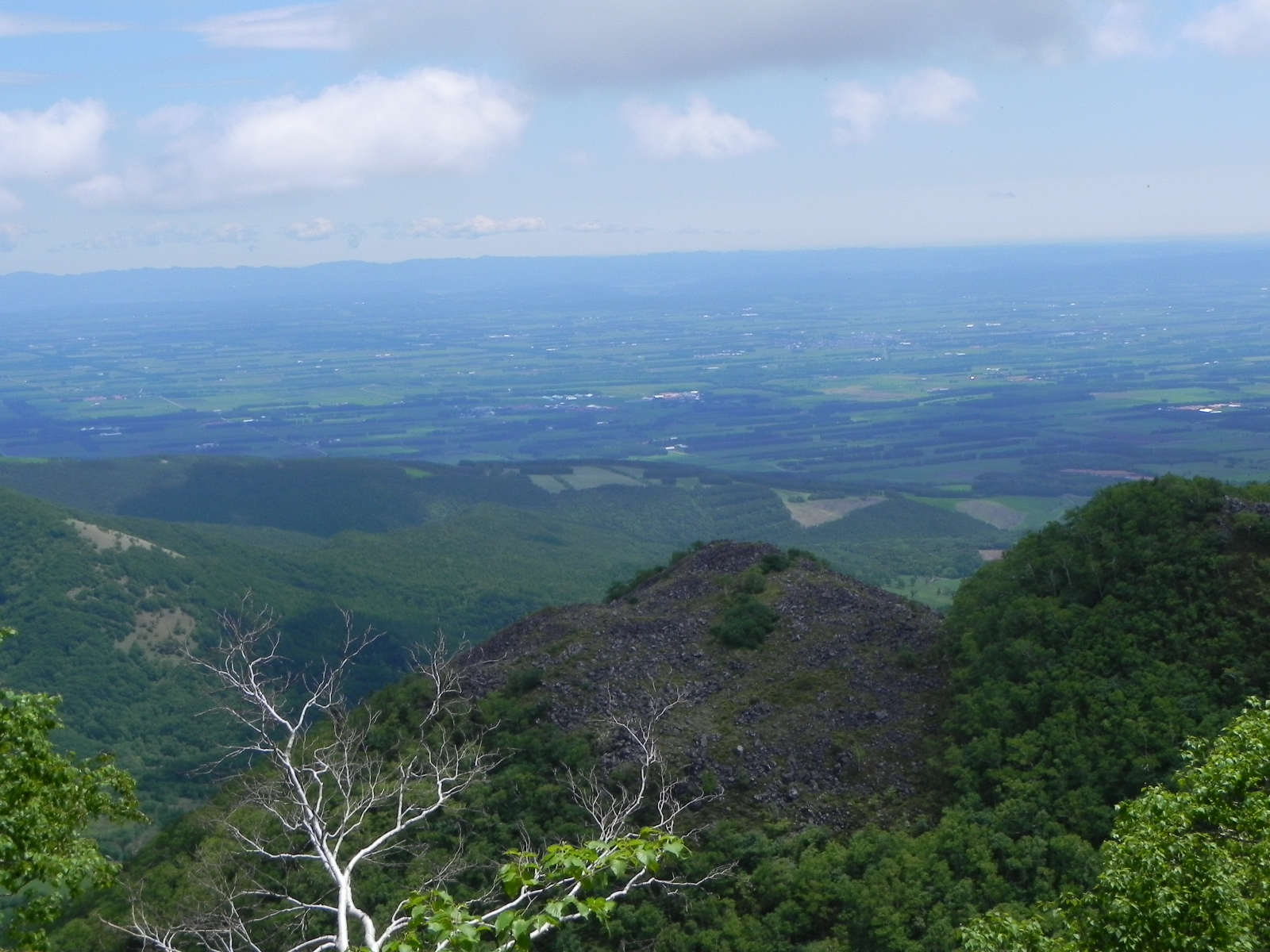
南東に十勝平野を望む 手前は岩石山
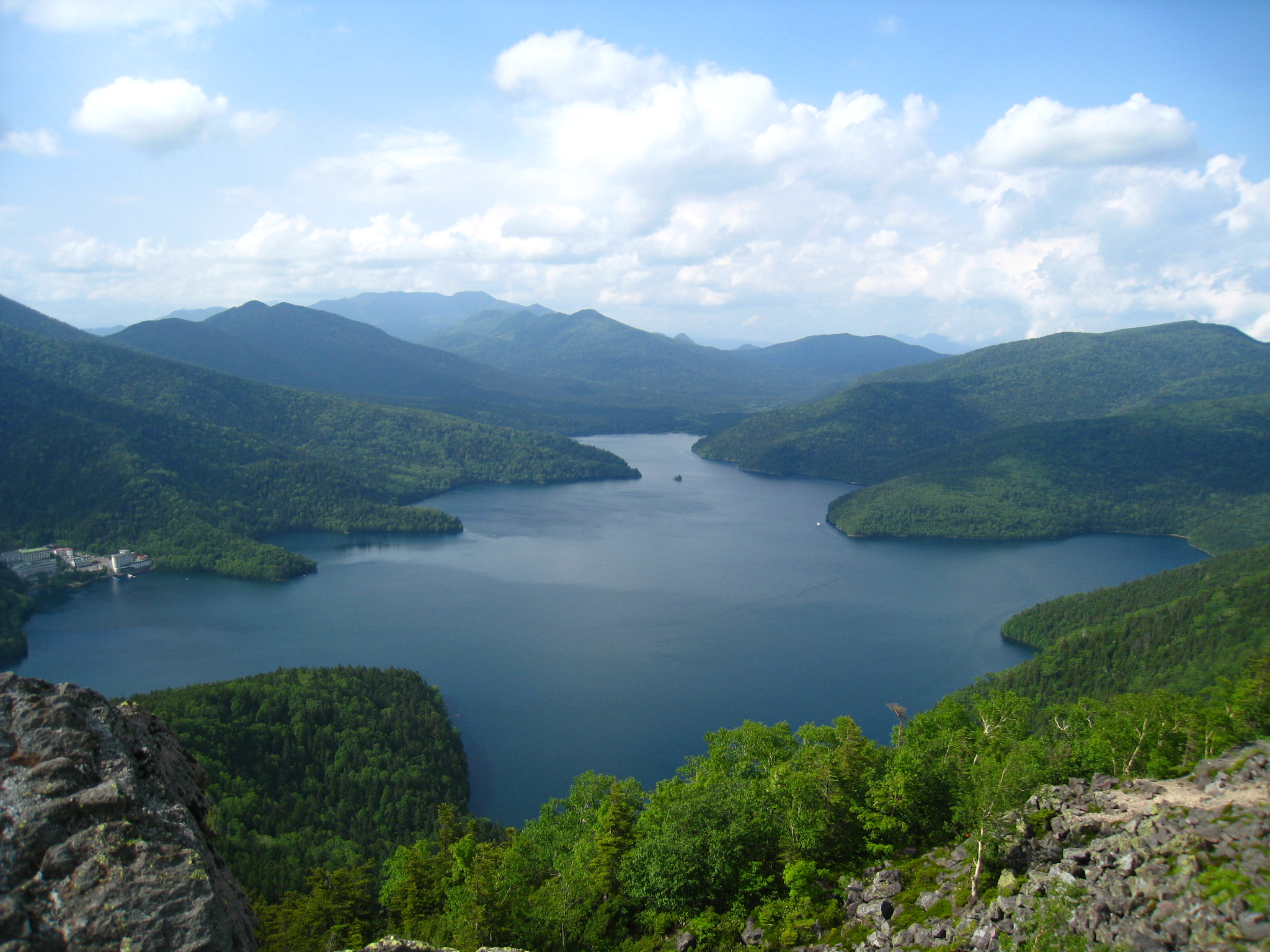
北に然別湖を望む
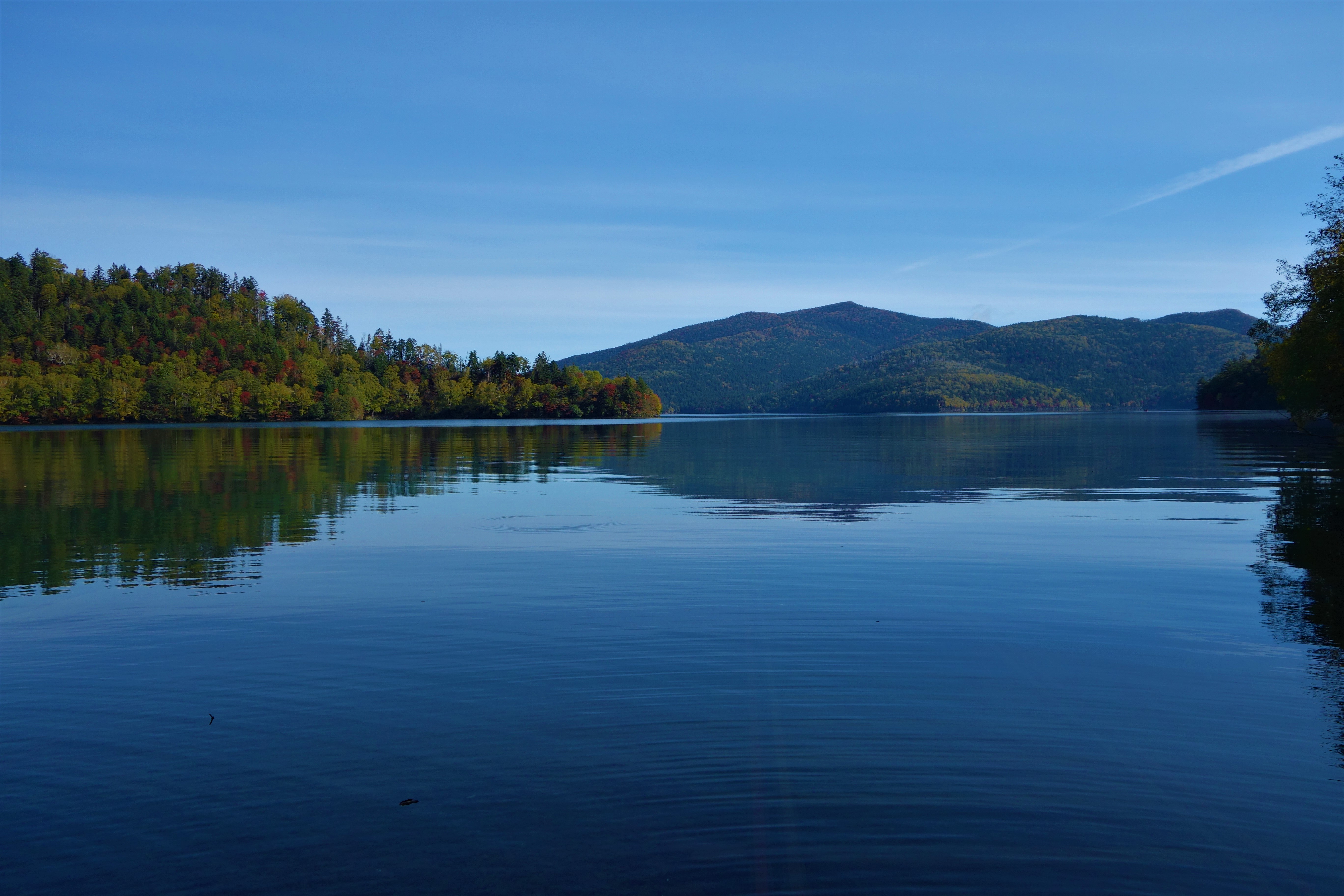
白雲山登山口の湖底線路から然別湖
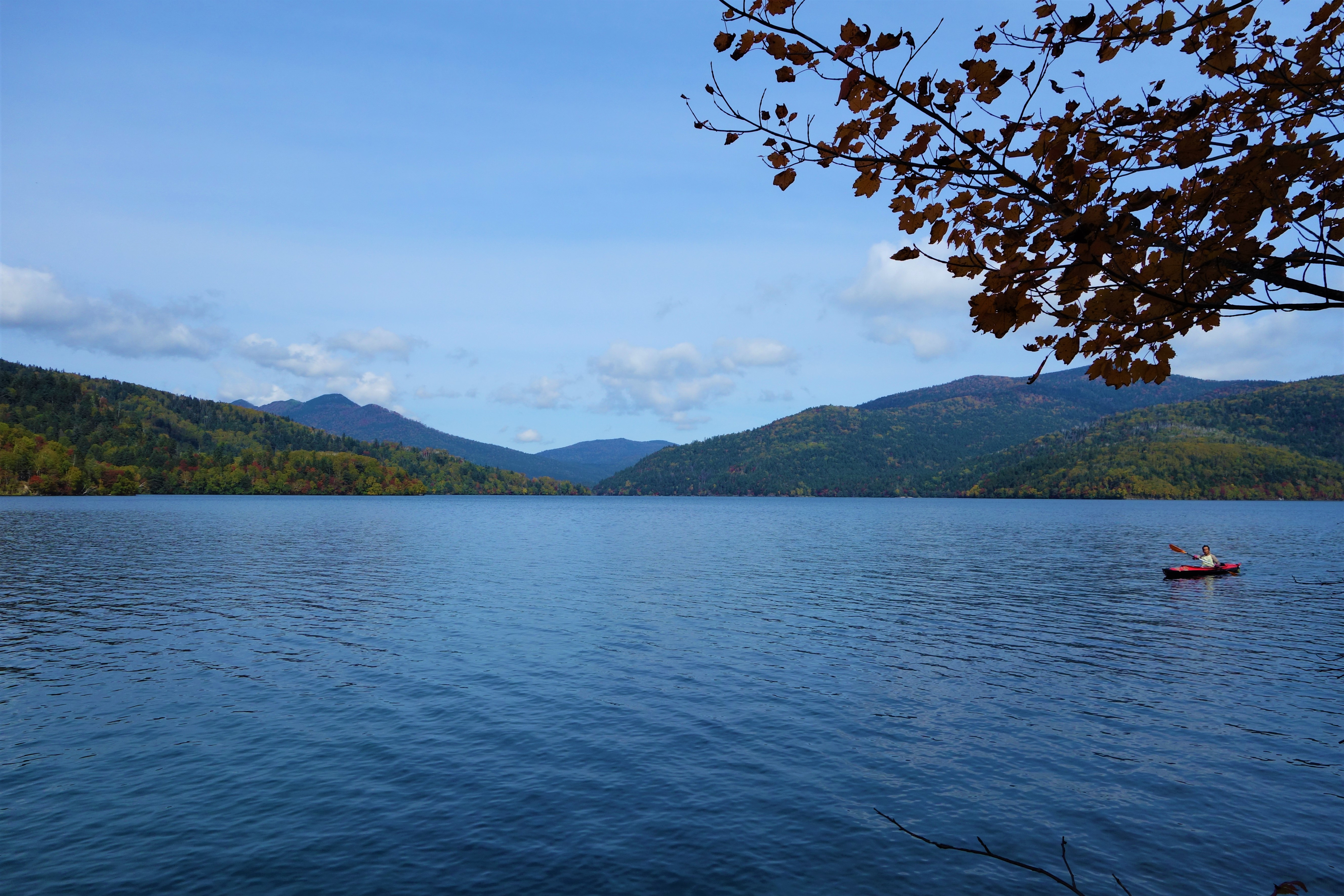
然別湖沿いの登山道から
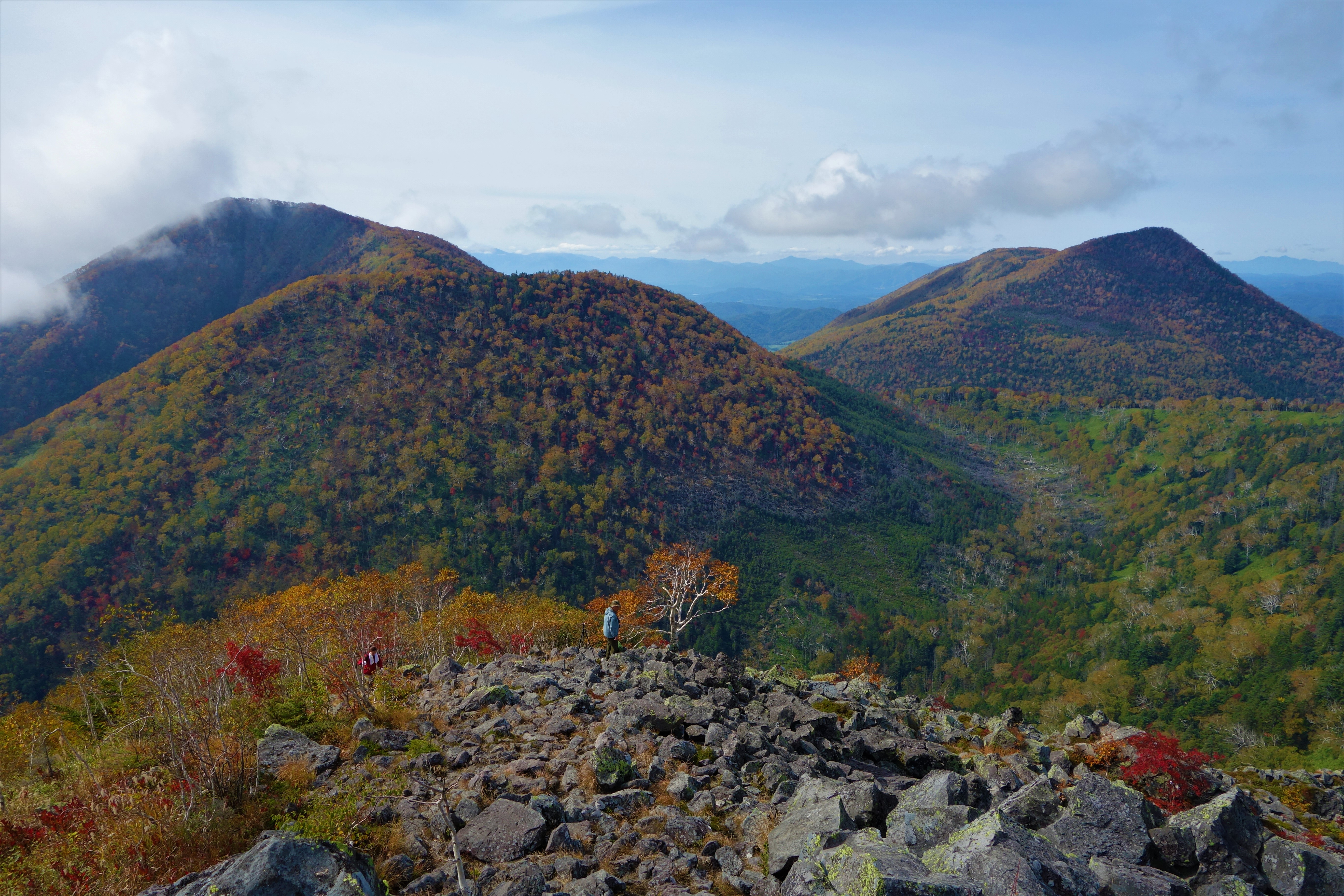
東ヌプカウシヌプリと西ヌプカウシヌプリ